# وستراشتده
شهر وستراشتده (به آلمانی: Westerstede) در ایالت نیدرزاکسن در کشور آلمان واقع شده‌است.